# Raquel Rolnik
Raquel Rolnik (São Paulo, 1956) és una arquitecta i urbanista brasilera. Ha estat una de les principals gestores de les polítiques del Partit dels Treballadors en matèria d'habitatge popular, urbanisme i desenvolupament local.

## Trajectòria
En 1978 va ingressar com a arquitecta de la Universitat de São Paulo (USP), en 1981 va obtenir un mestratge en arquitectura i urbanisme també per la USP i en 1995 un doctorat en la Graduate School Of Arts And Science (Escola de Graduats d'Arts i Ciències) de la Universitat de Nova York. És professora de la Facultat d'Arquitectura i Urbanisme de la USP i del Mestratge en Urbanisme de la Facultat d'Arquitectura i Urbanisme de la Pontifícia Universitat Catòlica en Campinas.
Va ser directora de planejament de la ciutat de São Paulo (1989–1992) durant la gestió de Luiza Erundina, coordinadora d'urbanisme de l'Institut Pólis (1997-2002) i secretària nacional de Programes Urbans del Ministeri de les Ciutats (2003-2007) en la primera presidència de Luiz Inácio Lula da Silva. Durant sis anys, fins al 2014, va ser relatora especial de l'ONU per al Dret a l'Habitatge Adequat.
És autora dels llibres Guerra dos llocs: A colonização dona terra i dona moradia na era dónes finanças (2015),
O que é Cidade (Brasiliense, 2004), Folha Explica - São Paulo (Publifolha, 2001), A Cidade i a Lei - legislação, politica urbana e territórios na cidade de São Paulo (1997). Ha escrit nombrosos articles i publicacions sobre qüestions urbanes i manté un blog personal amb la mateixa temàtica. És també col·laboradora habitual del diari Folha de S. Paulo.